# Štefan Kubina
Štefan Kubina (27. května 1910 Odorín – 15. dubna 1945 Dunkerk) byl slovenský církevní pedagog, misionář a důstojník Československé armády v zahraničí v období druhé světové války.

## Život

### Před druhou světovou válkou
Štefan Kubina se narodil 27. května 1910 v Odoríně na Spiši v rodině Ondreje Kubiny a Marie, rozené Strelné. Vychodil obecnou školu a tři třídy školy měšťanské. V roce 1923 odjel do Francie, kde pokračoval ve studiu na tamních církevních školách. Během studií vstoupil do Kongregace školských bratří. Odmaturoval na učitelském ústavu, následně působil jako církevní pedagog a misionář na Collége de la St. Familie v Káhiře.

### Druhá světová válka
Dne 4. února 1940 se Štefan Kubina v Alexandrii přihlásil do řad Československé armády v zahraničí a na tamním československém státním zastupitelství byl oficiálně odveden. Povolán do činné služby byl až za necelý rok 3. ledna 1941, kdy nastoupil k výcvikové rotě Československého výcvikového střediska - Východního v Palestině.  Po výcviku byl 31. března téhož roku přiřazen k 2. rotě Československého pěšího prapor 11 – Východního, v jehož řadách se zúčastnil bojů v Sýrii a obrany Tobruku. Po reorganizaci praporu na 200. československý lehký protiletadlový pluk - Východní pokračoval ve službě v této jednotce. Mezi prosincem 1942 a dubnem 1943 absolvoval kurz Školy pro výchovu důstojníků v záloze, poté sloužil u velitelství pluku. V srpnu 1943 byl s hlavní skupinou československých vojáků přepraven z Blízkého východu do Spojeného království a 10. září téhož roku zařazen do nově vzniklé Československé samostatné obrněné brigády. V listopadu a prosinci 1943 absolvoval minometný kurz. V srpnu 1944 požádal o přeložení k armádě Svobodné Francie, to ale bylo zamítnuto. V září 1944 byl odvelen na bojště západní fronty a společně s brigádou se účastnil obléhání Dunkerku. Dne 7. března 1945 byl povýšen do důstojnické hodnosti podporučíka pěchoty. Dne 15. dubna 1945 padl během útoku v prostoru přádelny na předměstí Dunkerku. Pohřben byl 18. dubna na hřbitově v Bourbourgu, v roce 1959 byly jeho ostatky přemístěny na Československý vojenský hřbitov La Targette.

## Rodina
K odchodu do Francie inspiroval Štefan Kubina i svého mladšího bratra Michala, který zde rovněž začal studovat na lyceu Kongregace školských bratří. Do Československé armády v zahraničí vstoupil v roce 1940, zúčastnil se bitvy o Francii a po evakuaci do Spojeného království se stal palubním střelcem a radiotelegrafistou 311. československé bombardovací perutě. Padl 3. října 1944, kdy byl jeho letoun sestřelen u pobřeží Norska.

## Ocenění

### Vyznamenání
- 1944 Pamětní medaile československé armády v zahraničí
- 1944 Československá medaile za zásluhy II. stupně
- 1945 Československá medaile Za chrabrost před nepřítelem

### Posmrtná ocenění
- Štefan Kubina byl v roce 1946 in memoriam povýšen do hodnosti poručíka a následně nadporučíka